# Вірменська шабля
Вірменська шабля (ormianka, львівська шабля, вірменка, вірменська карабела) — різновид польської шаблі, яка використовувалась в другій половині XVII —першій половини XVIII століття. Шаблі цього типу мають багато спільних рис з угорсько-польськими моделями.

## Історія
Поняття «вірменська шабля» введено в ужиток Тадеушем Маньковським, знаменитим польським сходознавцем, на означення шабель східного типу, створених у Львові вірменськими ремісниками, на основі клинка яких дослідник виявив нанесені написи вірменською мовою. Поняття «вірменські карабелі» може мати безпосереднє відношення до місця створення (міста Львова) та їх творців (вірменів). За місцем створення їх також називають «львівськими шаблями».
Вірмени, що осіли в Речі Посполитій, незважаючи на те, що традиційно займалися торгівлею, були в значній своїй масі спадкоємцями представників вищих класів вірменського суспільства. Вони емігрували з країни через загрозу монгольського та турецького вторгнення, несучи із собою лицарські традиції їхнього класу і звичні їм зразки холодної зброї. У зв'язку з цим вірменські шаблі, представлені в польських музеях, вирізняються не тільки вірменськими написами на них, але також і особливою формою руків'я, головка якого вигнута під тупим кутом до стрижня, та іншими деталями. Вірмени ж запозичили певні моделі шабель у інших східних народів, що пояснює наявність у вірменських шабель подібних рис із татарськими та киргизькими.
Форми вірменських шабель мають татарське походження. Лише один з типів вірменки дослідники ідентифікують як шаблю безпосередньо вірменського типу зброї — шабля «споріднена з карабелею».
Вірменські шаблі були достатньо популярними. Про особливу їхню поширеність у використанні дізнаємось саме зі зразків іконографії, які доповнюють слова з праці священика Анжея Китовича:
|  | Для парадного одягу використовували турецькі карабелки, татарські ті чечуги, або палашики оправлені в срібло; найчастіше вони привозилися зі Львова, чому зазвичай їх і називали львівськими" |

Сам же факт існування цієї групи шабель, хоч вони і не дуже чітко виділяються стилістично, цілком зрозумілий. Та основна модель, якою була первісна карабела (як турецька, так і польська), була настільки привабливою, що імітувалася в найрізноманітніших варіантах польської зброї. Проявилося це і в групі вірменських шабель. Гворячи простіше, східні впливи, що мали різні джерела походження, невпинно концентрувалися навколо однієї виразної праформи, а саме карабели, яка з'явилася в Польщі під турецьким впливом та з домішком традиційної культури, переданої вірменськими ремісниками, виявилися у вірменській шаблі.
Вірменські шаблі особливо типові для рубежу XVII — XVIII ст. Вони, відомі головним чином у парадних варіантах, а також використовувалися польською кавалерією в другій половині XVII століття і як воєнні (хоч і рідко), паралельно зі справжньою бойовою карабелою. Як парадний варіант їх носили з національним дворянським вбранням ще в першій половині XVII ст. Це було пов'язано з тим, що всі їхні деталі, елементи руків'я і піхов залишалися декоративними як на бойових, так і на парадних екземплярах. Такі шаблі були, по суті зброєю подвійного призначення, причому їх парадна функція переважала, так як для військових дій вони були малопридатні: конструкція руків'я не співвідносна з польською військовою традицією кінця XVII — першої половини XVIII століть, перехрестя надто маленьке і коротке, а нахил головки недостатній для надійного захоплення долонею. Ці шаблі до кінця залишалися пристосованими для східного, а не польського (європейського) стилю бою.

## Типологія
- До першої групи, найбільш відомого типу вірменських карабел, слід віднести шаблі з відкритим руків'ям, маленькою гардою у вигляді перехрестя, дерев'яним стрижнем самого руків'я, найчастіше обтягнутим ящерою і увінчаним зазвичай латунною ковпачкоподібною головкою, вигнутою догори під тупим кутом. Їхня форма склалася в результаті наслідування шабель киргизького зразка — чечугам або смичкам. Крім конструкції руків'я до характерних ознак цих шабель відносяться оковки піхов (що характерно і для інших вірменських шабель). Їхня металева гарнітура включала обоймиці з крилеподібними розширеннями на внутрішньому ребрі і завершення, довге і пряме чи (рідше) більш коротке з крилоподібним подовженням спереду, на зовнішній стороні. Таким же характерним елементом можна вважати наявність на внутрішній поверхні піхов берестяного шару, а на зовнішній — звичайної шкіри або ящери. У нижній частині під шкірою досить часто присутній опуклий цеховий знак. Шаблі такого типу, відомі винятково як бойова зброя. Вони мали клинки дамаської сталі з малою кривизною і стрілоподібним кінцем — звідси їх популярна назва «смичок». Ряд дослідників, зокрема Здислав Жигульський, вважають, що їх руків'я слід класифікувати як руків'я середньовічних монгольсько-китайських шабель.
- Друга група вірменських шабель включає в себе так звані ординки, що мають виразні риси татарських шабель, більш пізніх, ніж шаблі першої групи — їх також називали татарськими або ординськими шаблями. Дані шаблі оснащувалися масивними відкритими руків'ями з прямим стрижнем, дещо 9звужувалися до ковпачкоподібної голівки, завжди відігнутої догори під тупим кутом. Масивна хрестовина у вигляді монолітної поковки мала довгі широкі вуса і розширювалася до кінців. Клинки були масивними та широкими, зі значною кривизною, або ж шліфовані пласкі з обох боків. Існують екземпляри з вираженою елманню. Піхви, які виготовлялися із дерев'яних дощечок, обтягувалися шкірою і оснащувалися характерною металевою гарнітурою крилеподібної форми, часто були декорованими. Ці шаблі, що були бойовою зброєю кінноти, застосовувалися в другій половині XVII-першій половині XVIII століття.
- До третьої групи вірменських шабель належать ті, котрі називаються «вірменськими карабелами» або «шаблями, спорідненими з карабелами», «декоративними варіантами ординок». Якщо говорити про «шаблі, споріднені з карабелами», то в них спостерігається як візуальна, так і функціональна схожість з карабелами. При цьому така їхня форма немає нічого спільного з татарсько-киргизькою праформою, як це мало місце у випадку з чечугами і ординками. Ці останні певним чином пов'язані один з одним через спільне походження. Важливою особливістю вірменської карабели є її відмінність від власне карабели за походженням, адже остання має турецьке походження. Терміни «вірменські шаблі» і «шаблі, споріднені з карабелами» досить близькі. Вони стосуються деяких важливих конструктивних елементів. Група «вірменських шабель», споріднених з карабелою, включає екземпляри, оснащені руків'ями більш старого типу, стрижні яких були злегка вигнуті у верхній частині, внаслідок чого 8головка не була яскраво виражена, як на турецьких шаблях XVI—XVII століть. У перехрестях гард таких шабель кінці були вигнуті донизу (перського типу) або, частіше, залишалися прямими. Перехрестя першого типу, безумовно, були успадковані з перської арматури шабель. Клинки їх характеризуються переважно значною кривизною, пласким двостороннім шліфуванням і гострим з обох боків завершенням, з елманью або без неї.